# SN 2009dh
SN 2009dh – supernowa typu II-P odkryta 3 marca 2009 roku w galaktyce A135819+2010. W momencie odkrycia miała maksymalną jasność 18,80m.